# Engelse landhuisstijl
De Engelse landhuisstijl is een bouwstijl die in Nederland begin 1900 is ontstaan en haar grote bloeiperiode kende tot 1940.

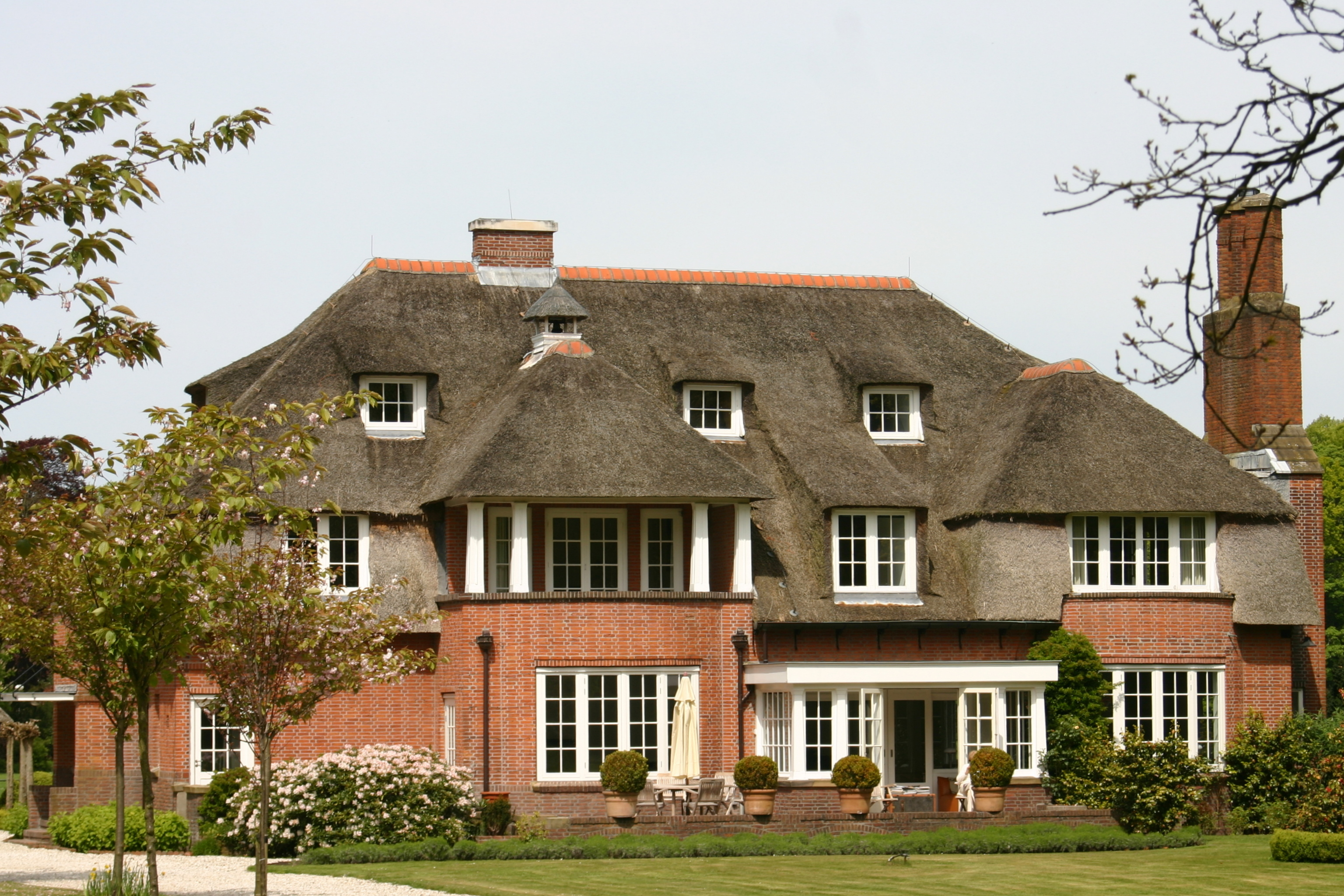
Villa Klein Rust en Vreugd in Wassenaar.

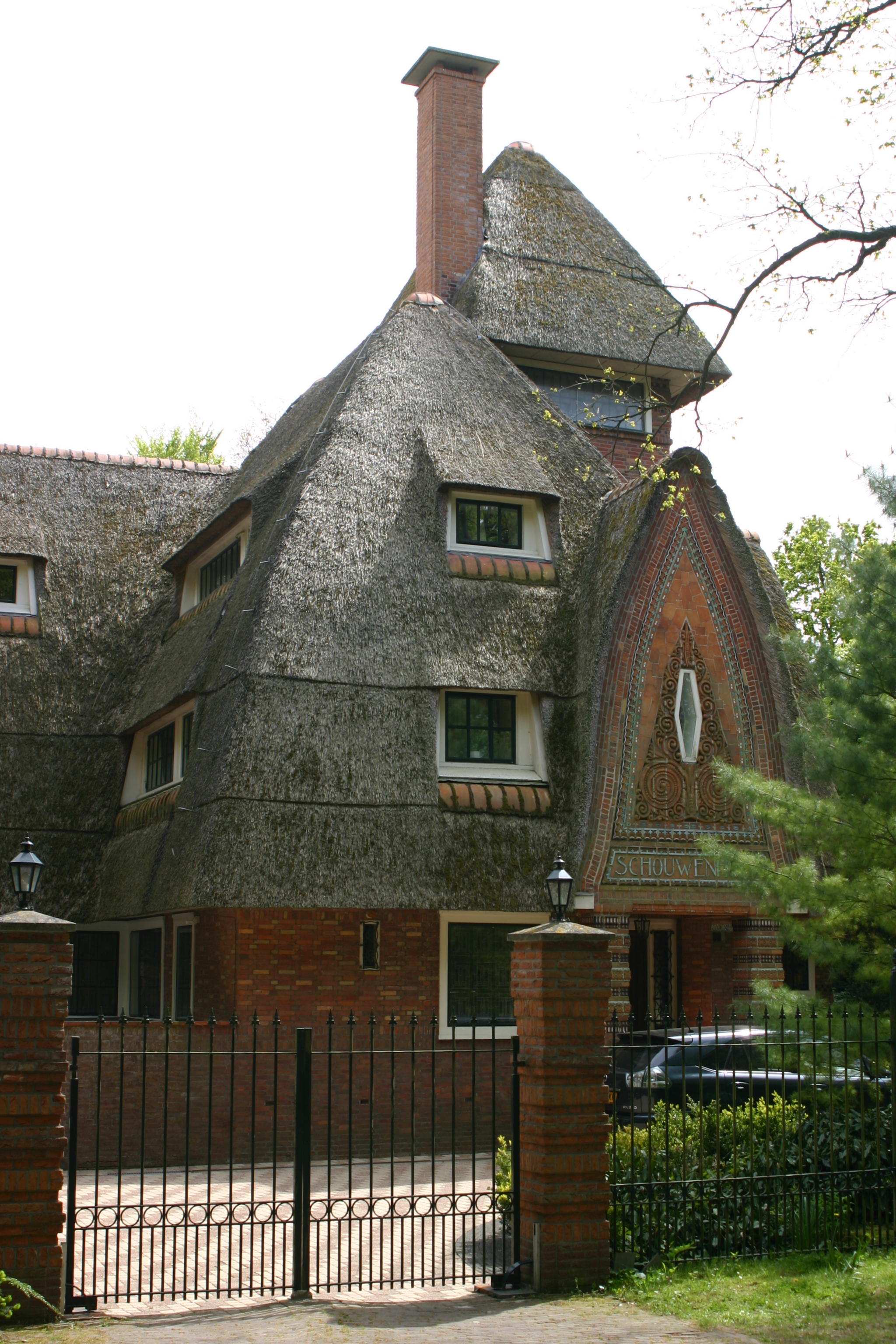
Landhuis Schouwenhoek - Schouwweg 102, Wassenaar.

## Ontstaan
De oorsprong van de Engelse landhuisstijl ligt in Engeland en is gebaseerd op de Cottagestijl. In het ontwerp is behalve de woning ook de tuin betrokken.
Sinds 1 januari 2017 is voor Nederlandse bouwstijlen het begrip Engelse landhuisstijl opgenomen in de Erfgoedthesaurus van de Rijksdienst voor het Cultureel Erfgoed in het begrippenkader over architectuurstijlen. Aanleiding daartoe was de verschijning van het boek Van Cottage tot Engels landhuis van Bob Burgers.

## Beschrijving thesaurus
De beschrijving die de thesaurus geeft, luidt: 
"De Engelse landhuisstijl is een geromantiseerde stijl die kan worden getypeerd door vernaculaire, ambachtelijke en landschappelijke kenmerken. Het ontstaan van deze stijl is een bottom-up proces geweest, waarbij de diverse elementen van de oorspronkelijke cottages die een nuttige functie hadden, uiteindelijk als stijlkenmerken zijn verwerkt. Andere kenmerken van deze stijl zijn de herwaardering van het vakmanschap en het denken van “binnen naar buiten” waarbij de tuin wordt betrokken bij het ontwerp. De Engelse landhuisstijl bloeide in Nederland op begin 1900 en had haar grote bloeiperiode tot 1940. Doch ook na de WO II werd er nog in die stijl gebouwd. Zo was de actieve periode van Van der Wall en Leijen van 1910 tot 1957". 

## Woningen
Woningen in de Engelse landhuisstijl zijn onder meer te vinden op de Holterberg (ontworpen door Tijmen Jan Loggers) en in Wassenaar (ontworpen door Van der Wall en Leijen).

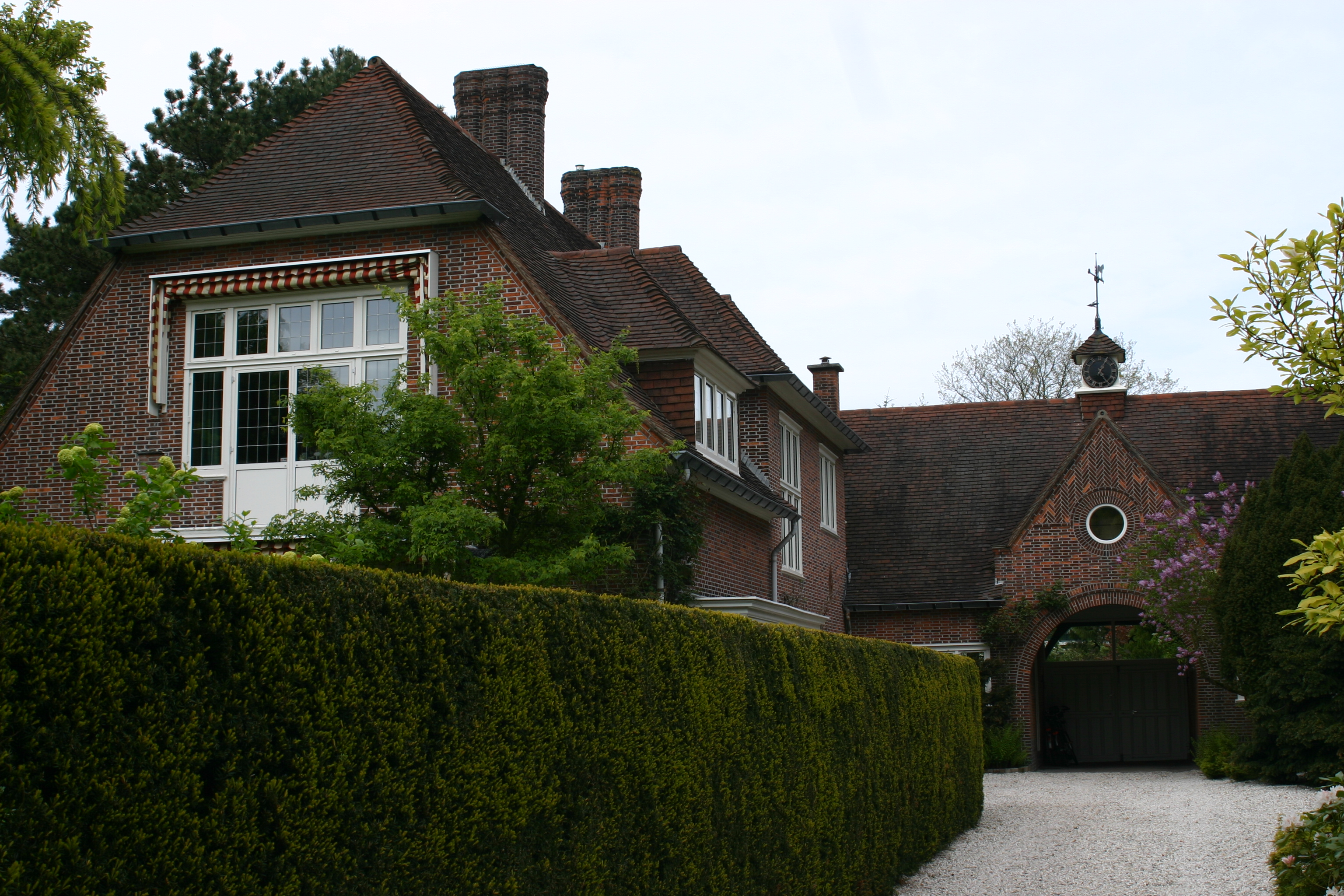
Villa De Sprank - Tapijtweg 1-1a, Den Haag in Engelse landhuisstijl.

In Den Haag werd deze bouwstijl gebezigd door de Nieuwe Haagse School met ontwerpen naar eigen interpretatie, van onder anderen Henk Fels, Jacob Fels en Anthonie Pieter Smits (woonhuis De Sprank, Den Haag).